# Looming
A Looming (jelentése észt nyelven ’teremtés, alkotás’) Tallinnban megjelenő észt havilap, Észtország legrégebbi irodalmi folyóirata. 

## Története
Az Észt Írószövetség 1922-ben alakult meg és már a következő évben megalapította folyóiratát. A Looming első száma 1923 áprilisában jelent meg Tartuban, első szerkesztője  Friedebert Tuglas észt író, műfordító, kritikus volt. Tőle Jaan Kärner író, műfordító vette át a szerkesztést (1927–1929, majd 1944–1946), őt követte Johannes Semper (1930–1940).
A szovjet korszakban a lap már Tallinnban jelent meg, 1973-ban kb. 16–18 000 példányban. Napjainkban az Észt Köztársaság Kulturális Minisztériuma, az Észt Kulturális Alapítvány és az Észt Írószövetség anyagi támogatásával jelenik meg, főszerkesztőjét az Írószövetség nevezi ki.

## Főszerkesztői
- Friedebert Tuglas (1923–1926, 1940–1941)[4]
- Jaan Kärner (1927–1929, 1944–1946)[5]
- Johannes Semper (1930–1940)[6]
- Mart Raud (1946)
- August Alle (1946–1952)[7]
- Ilmar Sikemäe (1953–1957)[8]
- Paul Kuusberg (1957–1960, 1968–1976); 1976–1983 között az Észt Írószövetség elnöke[9]
- Anton Vaarandi (1960–1968)[10]
- Kalle Kurg (1976–1988)